# Mirosternus rugipennis
Mirosternus rugipennis är en skalbaggsart som beskrevs av Perkins 1910. Mirosternus rugipennis ingår i släktet Mirosternus och familjen trägnagare. Inga underarter finns listade i Catalogue of Life.